# Милостиња
Милостиња предтсваља давање новца, хране или других материјалних добра онима који живе у сиромаштву. На милостињу се често гледа као на чин врлине или милосрђа. Чин давања милостиње је широко распрострањена пракса у великом броју различитих религија и култура.

## Хришћанство
У хришћанству се давање милостиње сматра чином доброчинства. У апостолско време хришћани су учени да је давање милостиње израз љубави. Такву бригу за сиромашне требало је схватити као љубав према Богу, који се у личности Исуса Христа жртвовао за спасење верника.
У скоро свим хришћанским деноминацијама, новац се донира да би се подржале финансијске потребе цркве и њено служење мање Богу и другима. У неким црквама, милостиња се оставља у близини олтара да симболизује да принос који припада Богу и да представља јединство хришћана.

### У западном хришћанству
Оферториј је традиционални тренутак у римокатоличкој миси, лутеранској богослужењу и англиканској евхаристији, када се прикупља милостиња. Баптисти и методисти, између осталих деноминација, прикупљају десетину и приносе (милостињу) током приношења у црквеним службама. Десетина, прва десетина нечијег прихода, сматра се оним што се дугује Богу, док милостиња (милостиња) обухвата све што је приложено мимо тога. Нека друштва практикују редовно давање у посебне сврхе које се називају „дарови љубави“ за сиромашне или жртве катастрофалних губитака, као што су пожари у кући или медицински трошкови. Традиционално, ђакони и ђаконице су одговорни за поделу ових поклона удовицама, сирочади и другима у невољи. Многи хришћани подржавају бројне добротворне организације, од којих све не тврде да имају хришћанску верску припадност. Многе америчке образовне и медицинске установе основала су хришћанска друштва за давање милостиње.

### У источном хришћанству
У православној цркви и древно источним црквама прикупљање милостиње и десетине није формално обједињено ни у једној литургијској радњи. Међутим, није необично да се у припрати налази сабирна плоча или да се ненаметљиво пролази током службе. У источној православној теологији милостиња је важан део духовног живота, а пост увек треба да буде праћен појачаном молитвом и милостињом. Милостиња у име покојника такође често прати молитву за умрле. Они чије материјалне прилике не дозвољавају новчану милостињу могу давати милостињу на друге начине, као што су заступничка молитва и дела милосрђа.
Поред тога, приватна дела милосрђа су дужност и сматрају се честитим само ако нису учињена ради дивљења других:
"Гледајте да не показујете своју правду пред људима, да вас виде; иначе нећете имати награду од Оца свог небеског." —  Јеванђеље по Матеју 6:1
"Али дај милостињу по сили својој, тада ће све у теби бити чисто." — Јеванђеље по Луки 11:41
"Кад је подигао очи, видео је како богаташи убацују своје прилоге у црквену ризницу; видео је и сиромашну удовицу, која је пустила два лепта,
па рече: „Заиста вам кажем, ова јадна удовица је пустила више од свих; сви су ови давали приносе Богу од свог вишка; она је пак пустила – све што је имала за живот“ — Јеванђеље по Луки, 21:1-4 

### Ислам
У исламу, концепт добротворног давања се генерално дели на добровољно давање, садаку и обавезну праксу, зекат. Зекат је регулисан посебним скупом правила унутар исламске јуриспруденције и намењен је испуњавању добро дефинисаног скупа теолошких и друштвених захтева. Садака је вероватно бољи превод формулација израза „милостиња“ под утицајем хришћана из тог разлога.